# NGC 2058
NGC 2058 (również ESO 56-SC173) – gromada otwarta, znajdująca się w gwiazdozbiorze Góry Stołowej, w Wielkim Obłoku Magellana. Odkrył ją James Dunlop 24 września 1826 roku.